# Караченцева, Валентина Ефимовна
Валенти́на Ефи́мовна Кара́ченцева (р. 14.07.1940, Чернигов) — советский и украинский астроном, доктор физико-математических наук, заслуженный деятель науки и техники Украины.

## Биография и трудовая деятельность
Валентина Ефимовна Караченцева родилась 14 июля 1940 года в городе Чернигов. В 1962 году окончила Киевский государственный университет имени Т. Г. Шевченко.
После окончания университета с 1962 года до 2002 года Валентина Ефимовна работала с перерывами в этом же учебном заведении (1962—1964 гг., 1967—1971 гг., 1988—2002 гг.) С 1964 до 1967 гг. работала в Президиуме АН Армянской ССР (Ереван). С 1971 до 1988 гг. — в Специальной астрофизической обсерватории АН СССР (поселок Нижний Архыз, Карачаево-Черкесия); с 2009 г. Караченцева работала ведущим научным сотрудником Главной астрономической обсерватории НАН Украины (Киев).

## Научные исследования
Караченцева проводила научные исследования в области внегалактической астрономии и наблюдательной космологии. Совместно с И. Караченцевым открыла около шестисот слабых и экстремально слабых карликовых галактик, определила их пространственное распределение. Валентина Ефимовна является составителем ряда астрономических каталогов. На космическом телескопе «Хаббл» в составе международной команды получила прямые оценки расстояний до 150 карликовых галактик, что дало возможность построить трехмерную карту ближней Вселенной. Автор каталога изолированных галактик, на базе которого получила оценку относительного количества пространственно изолированных галактик меньше чем 3 %, которая подтверждается современной картиной происхождения крупномасштабного распределения галактик. На базе современных оптических и ИК обзоров неба создала (с соавторами) каталоги карликовых галактик низкой поверхностной яркости, тройных систем галактик (1979, 2000), тонких спиральных галактик, наблюдаемых с ребра, каталог соседних галактик CNG и два каталога изолированных галактик, охватывающих всё небо — LOG и 2MIG. Последние каталоги широко используются для анализа крупномасштабной структуры Вселенной и для изучения свойств галактик в областях с низкой плотностью материи. В течение 25 лет занималась редакционно-издательской деятельностью в астрономических изданиях «Астрофизика», «Проблемы космической физики», «Сообщения САО». Защитила кандидатскую диссертацию на тему «Поиск и исследование карликовых галактик типа Скульптора», докторскую диссертацию «Новые каталоги галактик» (1996).

## Достижения. Отличия
- 1996 — доктор физико-математических наук
- 2001 — Премия имени Е. Федорова НАН Украины
- 2014 — лауреат Государственной премии Украины в области науки и техники (2014)
- 2015 — Заслуженный деятель науки и техники Украины

## Научные труды
Автор и соавтор более двухсот двадцати научных работ, в том числе:
1. Каталог изолированных галактик // Сообщения Спец. астрофиз. обсерватории АН СССР. 1973. Т. 8.
2. Изолированные триплеты галактик. И. Список // Изв. Спец. астрофиз. обсерватории АН СССР. 1979. Т. 11 (в соавторстве).
3. A Catalogue of low surfase brightness dwarf galaxies // Communications of Special Astrophysical Observatory. 1988. Vol. 57 (в соавторстве).
4. Flat Galaxy catalogue // Astronomische Nachrichten. 1993. Vol. 314.
5. A Catalog of neighboring galaxies // Astronomical J. 2004. Vol. 127 (в соавторстве).
6. Каталог изолированных галактик, отобранных в обзоре 2MASS // Астрофиз. бюл. Спец. астрофиз. обсерватории РАН. 2010. Т. 65 (в соавторстве).

## Семья
Муж — Караченцев Игорь Дмитриевич (р. 17.02.1940, Киев) — астроном, доктор физико-математических наук (1982), профессор (2000). Заслуженный деятель науки РФ (2010)